# バナト・ブルガリア人
バナト・ブルガリア人（バナト・ブルガリアじん、バナト・ブルガリア語:palćeneあるいはbanátsći balgare、ブルガリア語:банатски българи / banatski balgari）は、ルーマニアとセルビアにまたがるバナト地方に住むブルガリア人に近い少数民族である。バナト・ブルガリア人がこの地に入植してきた当時、バナトはオーストリア帝国の統治下にあったが、第一次世界大戦後にルーマニア、セルビア、一部はハンガリーへと分割された。ブルガリア人の多くは正教徒であるが、バナト・ブルガリア人はローマ・カトリック教徒が多く、かつてのパウロ派や、現代ブルガリア北部・北西部に住む少数のカトリック教徒と起源を同じくしている。
バナト・ブルガリア人は、東部ブルガリア方言に属する独自の方言「バナト・ブルガリア語」を話す。バナト・ブルガリア語には、バナトの諸言語からの影響も多くみられる。文化的には中央ヨーロッパの影響を強く受けているものの、いぜんブルガリア人としての民族意識を保っている。1878年のブルガリア解放以降、多数がブルガリアに戻り、彼らの村を築いた。

## 人口
ルーマニアによる公式の国勢調査では、ルーマニア領バナトの住民のうち6,488人がブルガリア人であった。2002年のセルビアの国勢調査によると、バナトを含むセルビア北部の自治州・ヴォイヴォディナにおいて、1658人が民族的にブルガリア人であった。一方、ブルガリアの研究者らは、ルーマニアには1万2千人ほど、セルビアには3千人ほどのブルガリア人が住んでいると推定している。
バナト・ブルガリア人の最古かつ最大の居住地は、ドゥデシュティイ（Dudeştii Vechi、バナト・ブルガリア語:スタル・ビシュノフ Stár Bišnov）とヴィンガ（Vinga）で、共にルーマニア領に属する。この他にバナト・ブルガリア人の住むルーマニア国内の主な集落としては、ブレシュタ（Breştea、バナト・ブルガリア語:ブレシュチャ Bréšća）、コロニア・ブルガーラ（Colonia Bulgară、バナト・ブルガリア語:テレパ Telepa、デンタ（Denta、バナト・ブルガリア語:デンタ Dénta）といった集落や、ティミショアラ、ティミシュヴァル Timišvár）、スンニコラウ・マーレ（Sânnicolau Mare、スミクルシュ Smikluš）といった都市部にも居住している。セルビア領では、イヴァノヴォ（Ivanovo）、コナク（Konak、カナク Kanak）、ヤシャ・トミッチ（Jaša Tomić、モドシュ Modoš）、スコレノヴァツ（Skorenovac、ジュルゲヴォ Gjurgevo）などに住む。
ブルガリアに帰還したバナト・ブルガリア人は、アセノヴォ（Asenovo）、バルダルスキ・ゲラン（Bardarski Geran）、ドラゴミロヴォ（Dragomirovo）、ゴスティリャ（Gostilya）、ブレガレ（Bregare）などに住む。一部の村では、バナト・シュヴァーベン人（Banat Swabians）や他のローマ・カトリックのブルガリア人、あるいは正教徒のブルガリア人との混住が見られる。

### 人口の変遷
過去の国勢調査や推計をもとに、必ずしも正確ではないが、バナト・ブルガリア人のおおよその人口の推移をまとめると以下のようになる。
| 出典                     | 時点       | 人口                | 注 |
| ------------------------ | ---------- | ------------------- | --- |
| Jozu Rill                | 1864年     | 30,000人 - 35,000人 | |
| ハンガリーの統計         | 1880年     | 18,298人            | |
| ハンガリーの統計         | 1900年     | 19,944人            | |
| ハンガリーの統計         | 1910年     | 13,536人            | "明らかに少なく見積もられている"                                                                                                  |
| 多数の調査による         | 19世紀後半 | 22,000人 - 26,000人 | "一部にクラショヴァ人（Krashovani）を含む"                                                                                        |
| ルーマニアの国勢調査     | 1930年     | 10,012人            | ルーマニア領バナトのみ |
| Dimo Kazasov             | 1936年     | 03,200人            | セルビア領バナトのみ、推計 |
| ルーマニアの国勢調査     | 1939年     | 09,951人            | ルーマニア領バナトのみ |
| Karol Telbizov           | 1940年     | 12,000人            | ルーマニア領バナトのみ、推計 |
| Mihail Georgiev          | 1942年     | 04,500人以下        | セルビア領バナトのみ、推計 |
| ルーマニアの国勢調査     | 1956年     | 12,040人            | ルーマニア領のみ、ルーマニア国内の他のブルガリア人の集団を含んでおり、全体の10%はバナト・ブルガリア人以外のブルガリア人とみられる |
| ユーゴスラビアの国勢調査 | 1971年     | 03,745人            | セルビア領バナトのみ |
| ルーマニアの国勢調査     | 1977年     | 09,267人            | ルーマニア領のみ |
| ルーマニアの国勢調査     | 2002年     | 06,486人            | ルーマニア領のみ |
| セルビアの国勢調査       | 2002年     | 01,658人            | セルビア領のみ |

## 歴史

### 起源とドナウ以北への移住
ブルガリア北西部の鉱山町チプロフツィやその周辺にみられるブルガリア人ローマ・カトリック教徒の起源は、中世にブルガリアに移住したドイツ人（ザクセン人）とみられ、彼らはその後更に移住・拡散し周辺の人々へと同化していった。1688年、チプロフツィの住民は、ブルガリアを支配するオスマン帝国に対する反乱（チプロフツィ蜂起）を企てて失敗した。組織力の弱さや、オーストリアによる対オスマン帝国構成の中断により、反乱は失敗し鎮圧された。生き残ったカトリック教徒の300家族はドナウ川を超えて北のオルテニア地方に逃れ、まずクラヨーヴァ、ルムニク・ヴルチャなどに住み着いた。彼らはワラキア公コンスタンティン・ブルンコヴェアヌ（Constantin Brâncoveanu）によってこれらの町での居住権を認められた。一部はトランシルヴァニア南西部に移住し、ヴィンツ・デ・ヨス（Vinţu de Jos、1700年）やデヴァ（1714年）などの入植地を築き、公民権、免税権などの特権を与えられた。
1718年にオルテニア地方がオーストリア帝国の占領をうけると、この地方に住むブルガリア人の地位は引き上げられ、1727年の帝国の布告によってトランシルヴァニアに移住したブルガリア人と同様の特権がオルテニアのブルガリア人にも付与された。このことが更に多くのブルガリア人カトリック教徒を惹きつけることとなり、ブルガリア北中部の、かつてはパウロ派に属した村々に住むカトリック教徒、およそ300家族がドナウ川を超えて北に移住した。彼らは1726年から1730年までクラヨーヴァに居住したが、かつてチプロフツィから逃れてきたブルガリア人と同様の特権が与えられることはなかった。
1737年に再びオスマン帝国とオーストリア帝国との間で戦争が始まると、オーストリアはオルテニアの放棄を余儀なくされた。この地方に住むブルガリア人はオスマン帝国から逃れて北西に向かい、オーストリア領のバナトに移り住んだ。オーストリアの当局は1738年にスタル・ビシュノフ（Stár Bišnov）、1741年にヴィンガVinga、別名テレシオポリス Theresiopolis）の入植地建設を許可した.
1744年には、マリア・テレジアの勅命により、オルテニアのブルガリア人の特権が再確認された。

### オーストリアおよびハンガリー統治下

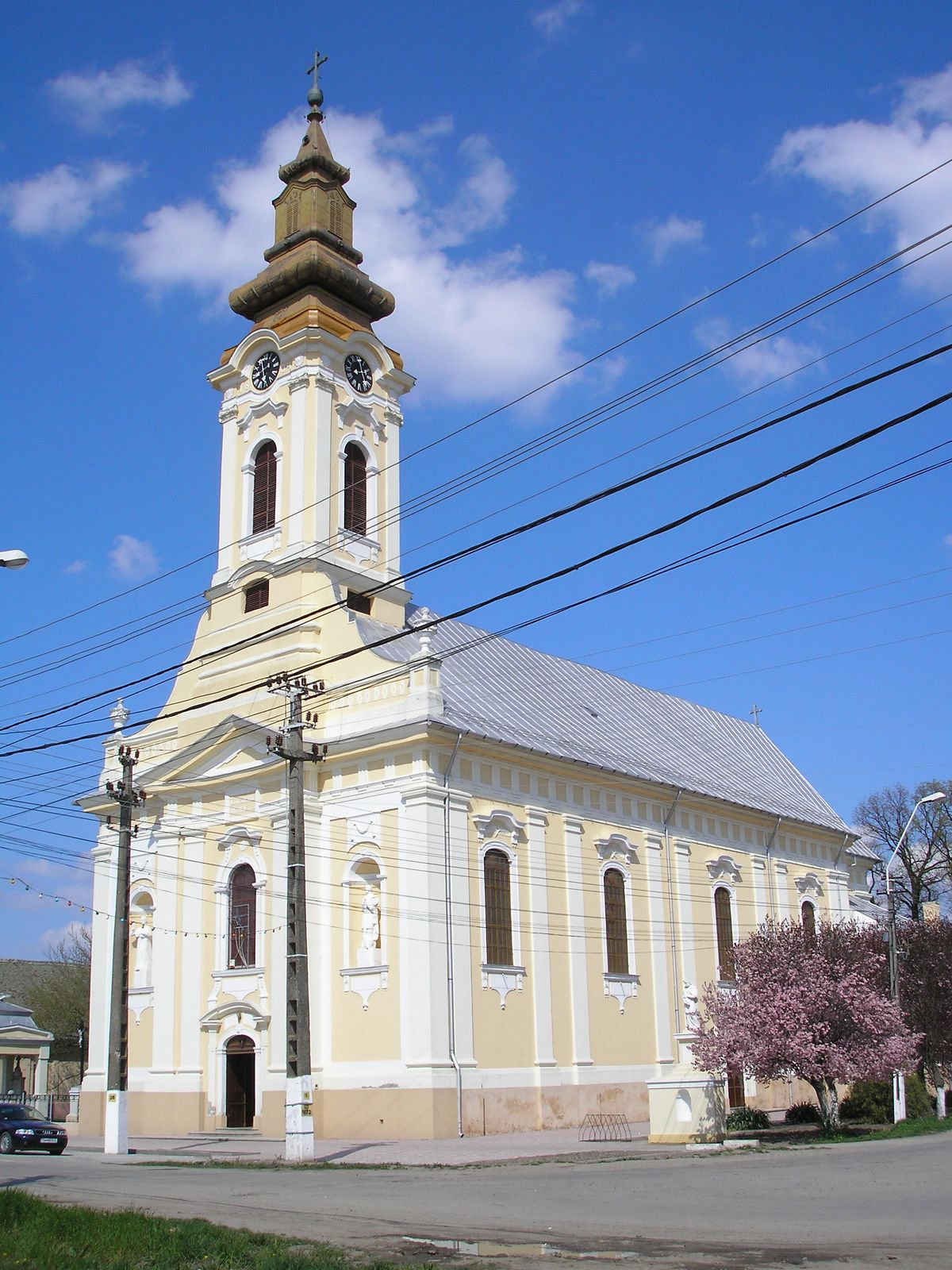
ルーマニア・ドゥデシュティイ・ヴェキ（Dudeştii Vechi）のローマ・カトリック教会の聖堂

1753年から1777年の間に、スヴィシュトフやニコポル周辺のパウロ派の信徒がバナトに移住した。
18世紀後半から19世紀中頃にかけて、この地域におけるブルガリア人の人口は急速に拡大した。彼らはよりよい経済条件、特に耕作地を探し求め、およそ20の町や村に住み着いていた。この時代にブルガリア人が住み着いた村には、モドシュ（Modoš、1779年）、カナク（Kanak）、スタリ・レツ（Stari Lec、1820年）、ベロ・ブラト（Belo Blato、1885年）、ブレシュチャ（Bréšća）、デンタ（Dénta）、バナツキ・ドヴォル（Banatski Dvor、1842年）、テレパ（Telepa、1846年）、ジュルゲヴォ（Gjurgevo、1866年）、イヴァノヴォ（Ivanovo、1867年）などがある。

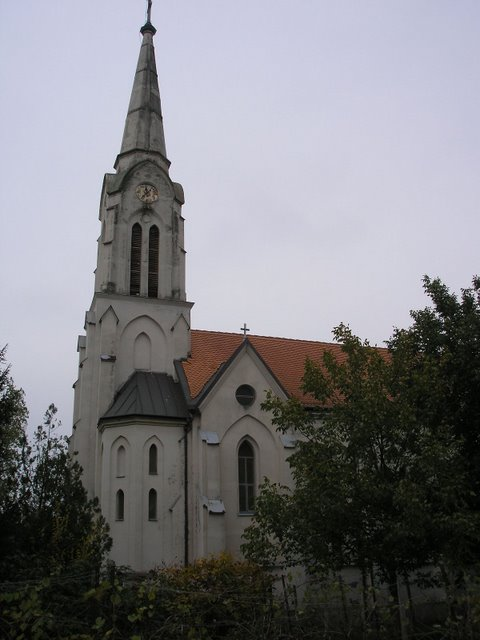
セルビア・イヴァノヴォのローマ・カトリック教会の聖堂

彼らは住む場所を定めると、次に教育や宗教に関心を払うようになった。スタル・ビシュノフのネオ・バロック様式の聖堂は1804年に建造され、ヴィンガのネオ・ゴシック様式の聖堂は1892年に建造された。1863年までに、バナト・ブルガリア人はラテン語および「イリュリア語」で典礼を行っていた。この「イリュリア語」とはクロアチア語の一派であり、これらのブルガリア人がバナト地方に移住する前から彼らの間に広がっていた。しかし、19世紀半ばの民族復興時代になると、彼らが日常的に用いるブルガリア語の方言が教会でも使用されるようになった。民族復興運動はまた、バナト・ブルガリア語による初の印刷物「Manachija kathehismus za katolicsanske Paulichiane」（1851年）の発行にもつながっていった。1860年（公的には1864年）には、教育においても「イリュリア語」に代わってバナト・ブルガリア語が用いられるようになった。1866年、ヨズ・リル（Jozu Rill）は自著「Bálgarskotu pravopisanj」の中でこの方言をまとめて体系化した。
1867年のアウスグライヒの後、バナトはハンガリー王国の統治下となった。ハンガリー政府はバナトのマジャル化（Magyarization）を大幅に強化した。これ以降第一次世界大戦までの間、教育におけるハンガリー語の使用が強制された。

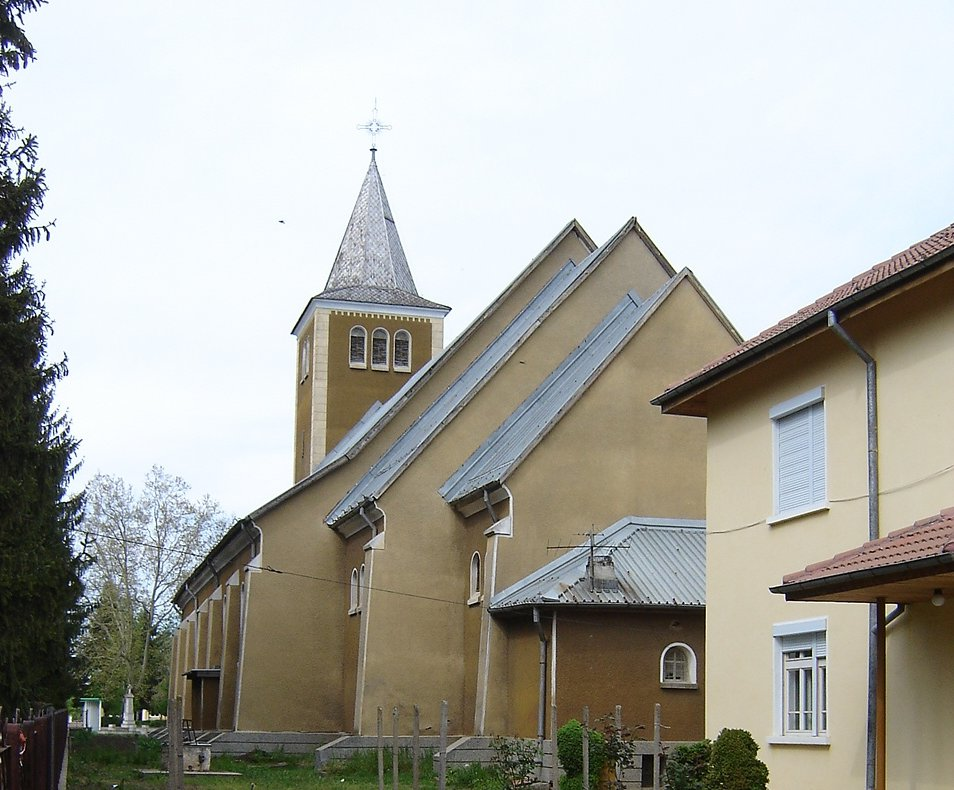
ブルガリア・バルダルスキ・ゲラン（Bardarski Geran）にあるバナト・ブルガリア人のローマ・カトリック聖堂。

### 戦間期のルーマニア領およびセルビア領バナト
第一次世界大戦が終わると、オーストリア＝ハンガリー帝国は解体され、バナトはルーマニア領とセルビア領に分割された。多くのバナト・ブルガリア人がルーマニア王国の国民となった一方、セルビア領バナトに住んでいた者はユーゴスラビア王国の国民となった。
ルーマニア王国では、国勢調査において、「バナト・ブルガリア人」は独立した民族として扱われた。教育においては基本的にルーマニア語が使用され、ブルガリア語の学校は国有化されなかった。1931年のルーマニアの地理学の書籍では、同国のティミシュ＝トロンタル郡に住むブルガリア人を「外国人」と表現し、その民族意識はルーマニア人のもの程「美しくない」としたが、一般的にバナト・ブルガリア人は、戦間期のルーマニア王国においては、正教徒のブルガリア人少数民族よりは良い扱いをうけていた。
ユーゴスラビア王国では、ヴァルダル州（Vardar Banovina）、西方失地、そしてバナトを含む全ての地域において、ブルガリア人少数民族の存在を認めていなかった。戦間期のユーゴスラビア王国において、バナト・ブルガリア人の数は公的な資料から読み解くことはできない。ユーゴスラビア王国でも、バナト・ブルガリア人は正教徒のブルガリア人よりは良い扱いをうけていたが、教育ではセルビア・クロアチア語のみが認められていた。
1930年代において、ルーマニアのバナト・ブルガリア人は、イヴァン・フェルメンジン（Ivan Fermendžin）、アントン・レバノフ（Anton Lebanov）、カロル・テルビス（Karol Telbis (Telbizov)）らを中心とした民族復興の時代を迎えた。これらの新しい文化的指導者たちは、パウロ派やローマ・カトリックのアイデンティティを用いてバナトのブルガリア人のアイデンティティを強調し、ブルガリア政府や、ルーマニア国内の他のブルガリア人、特にドブロジャのブルガリア人社会との結びつきを確立した。民族復興運動の主体となったのは、1935年から1943年までの間発行された「バナト・ブルガリア人の声（Banatsći balgarsći glasnić）」や、1935年から1943年まで年1回発行された「バナト・ブルガリア人のこよみ（Banatsći balgarsći kalendar）」であった。ブルガリア人のバナト移住200周年を祝福する計画もつくられた。これは、この時代のバナト・ブルガリア人による民族的アピールとしては最大級のものであり、ルーマニア政府によって部分的に見直しを余儀なくされたものの、多くのブルガリアの知識人の関心を引くこととなった。
スタル・ビシュノフのカロル・テルビスとカロル・マニョフの先導により、ルーマニアの国民農民党の下部組織としてブルガリア人農民党が1936年に設立された、ペタル・テルビスが議長となった。ペタル・テルビスはまた、1939年に発足した「バナトにおけるブルガリア国民協会」の会長にも就任した。
ブルガリアとユーゴスラビアは1930年代に入ると関係改善に向かい、ユーゴスラビアは間接的にバナト・ブルガリア人少数民族の存在を認めるようになった。しかしそれでも、バナト・ブルガリア人の民族復興はルーマニアよりも大幅に小さなものに留まった。テルビスやレバノフといったルーマニア領バナトのブルガリア人の活動は、ユーゴスラビア領のブルガリア人にわずかに影響を与えるのみに留まった。

### ハンガリー、ブルガリア、アメリカ合衆国への移住
バナト・ブルガリア人の一部は更にハンガリーやアメリカ合衆国に移住した。1942年のブルガリアの資料によると、1万人のバナト・ブルガリア人がハンガリーに住み、その多くが都市部に住んでいるとしているが、この数字は過大であると考えられる。ハンガリーのバナト・ブルガリア人からは、ペタル・ドブロスラフ（Petar Dobroslav）やゲオルギ・ヴェルチョフ（Georgi Velčov）などの国民議会の議員も出ていた。ペタル・ドブロスラフの息子ラースロー・ドブロスラフ（László Dobroslav、ボルガール・ラースロー Bolgár László）はハンガリーの外交官であった。
戦間期の間、特に1920年代から30年代にかけて、ルーマニア領のバナト・ブルガリア人の間では、アメリカ合衆国への大規模な移住があった。ローン・ウルフ（Lone Wolf, Oklahoma）に組織的なブルガリア人の社会が形成され、バナト・ブルガリア人の多くは農業を営んだ。
また、多数のバナト・ブルガリア人が1880年代から1890年代にかけてブルガリアに帰還している。彼らはプレヴェン州やヴラツァ州、ヴェリコ・タルノヴォ州に移住し、無人の地への定住に関する1880年の法に基づく特権を与えられた。彼らは先進的な農業をブルガリアに持ち込み、その能力を発揮した。一方、彼らの宗教生活においては、ブルガリアで多数派を占める正教会との対立や、バナト・シュヴァーベン人やイルフォヴ県からきたパウロ派など、他のカトリック教徒との対立があった

### 第二次世界大戦以降

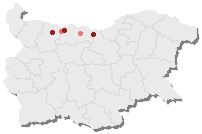
ブルガリアにあるバナト・ブルガリア人の村

第二次世界大戦前夜、ルーマニアの専制君主カロル2世やイオン・アントネスク率いるファシズム勢力の下、ルーマニア領バナトでもブルガリア人に対する多岐に及ぶ差別が加えられた。ブルガリア人は土地や資産を奪われたり、反ブルガリア・プロパガンダの標的とされたり、あるいはルーマニアから割譲された北トランシルヴァニアや南ドブロジャを脱出したルーマニア人やアルーマニア人の難民の収容先にブルガリア人の村が利用されることもあった。

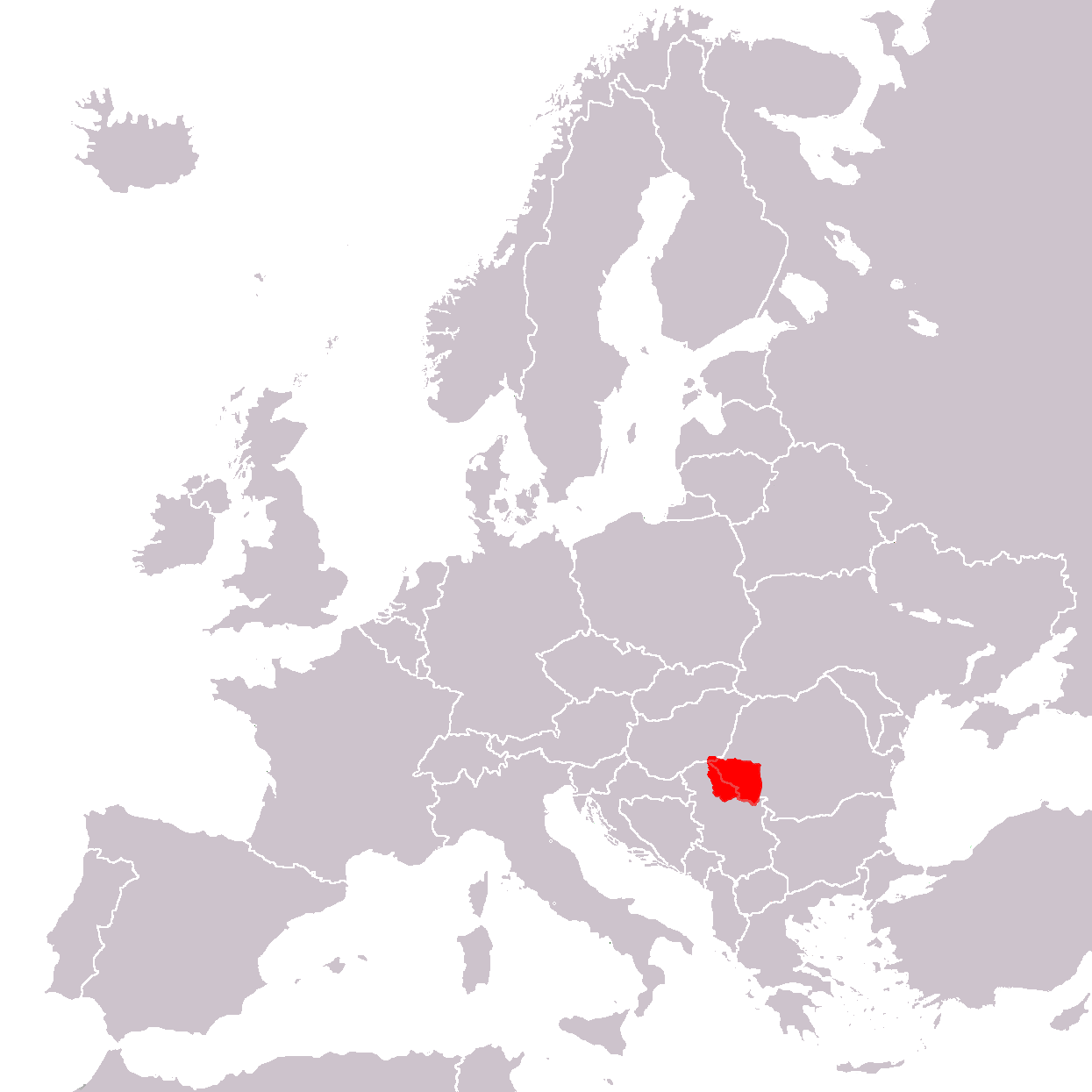
ヨーロッパにおけるバナト地方

1941年5月、ルーマニア領バナトに住むブルガリア人たちは、枢軸国に捕まりティミショアラ近くで囚われていたユーゴスラビア軍の兵士から、民族的にブルガリア人の者を救出することに貢献した。バナト・ブルガリア人の指導者アントン・レバノフは、ブルガリア政府と連携をとりながら、ユーゴスラビア軍として囚えられていた民族的にハンガリー人の兵士が解放されたことを前例とし、ブルガリア人の兵士を解放し、ブルガリアへと移送させるよう交渉した。ヴァルダル・マケドニアやセルビア領バナトなどのユーゴスラビア領出身のブルガリア人兵士は、解放後、ブルガリアに移送されるまでの間、バナト・ブルガリア人の村に一時的に身を寄せた。
セルビア領バナトは1941年4月12日にナチス・ドイツによって占領され、占領はその後も長く続いた。1942年末、ドイツの占領当局は、イヴァノヴォ、スコレノヴァツ、コナク、ベロ・ブラト、ヤシャ・トミッチのセルビアの学校に、ブルガリア人の学級を設置することを許可した。しかし、戦況の変化により、ドイツはバナトから撤退し、1943/44年度以降、このブルガリア人学級での教育は続かなかった。
終戦後、ルーマニア、ユーゴスラビアには共に共産主義の政府が誕生した。ルーマニア領バナトでは、ブルガリア人の一部は1951年のバラガンの強制移住（Bărăgan deportations）による移住強制の対象となった。彼らの多くは1956年から57年にもとの居住地への帰還を許可された。1948年にドゥデシュティイ・ヴェキに、1949年にヴィンガにブルガリア人学校が設置された。これに続いてブレシュタ、コロニア・ブルガラ、デンタでもブルガリア人学校が設置されたが、1952年以降短期間のうちに閉鎖されるかルーマニア人学校に統合されたが、ブルガリア語は選択科目として残された。
1991年のルーマニア憲法では、ルーマニア領バナトに住むブルガリア人に対し、ルーマニア・バナト・ブルガリア人連合が少数民族を代表する組織のひとつとして国民議会に議席を持つことを保証し、引き続きブルガリア語は選択科目として残された。
終戦後のユーゴスラビアでは、バナト・ブルガリア人の少数民族としての地位は公的には認められていたものの、西方失地のブルガリア人と比べるとその権利は大きくなかった。ヴォイヴォディナの他の少数民族と異なり、バナト・ブルガリア人は母語での教育は認められておらず、セルビア・クロアチア語のみが用いられる。

## 文化
バナト・ブルガリア人は、バナトへの移住当初から文芸活動に関わってきた。彼らの手によるごく初期の書物のひとつが、1740年代にラテン語で書かれた歴史書「Historia Domus」である。1866年のバナト・ブルガリア語の体系化によって、19世紀中頃には自分たちの言語による多数の書籍の執筆や翻訳が実現した。1830年代には「バナト・ブルガリア人の声」新聞を中心とした文学復興運動が起こった。現在、ルーマニア領バナト・ブルガリア人連合は隔週で「我らの声（Náša glás）」を、月間で「文学思考（Literaturna miselj）」を発行している。
バナト・ブルガリア人の音楽は、ブルガリア民族音楽の一派に分類され、声楽・音楽的に、一部に独特の特徴を持っている。典型的にはブルガリア民族音楽の小節が維持されているが、多数のメロディがルーマニアやセルビア、ハンガリーの影響を受けており、クリスマス音楽の一部は都市型のものに置き換えられている。ローマ・カトリック教会は彼らに大きな影響を与えており、クリスマス唱歌の一部は歌われなくなり、別のものに置き換わっている。同様に、バナト・ブルガリア人はブルガリア人の祝日の多くを受け継いでいるが、ローマ・カトリック教会に属する他民族の祝日も受け入れている。最も重要な祝日のひとつとなっているのが、謝肉祭（ファルシャンジ Faršángji）である。舞踊に関しても、バナト・ブルガリア人は周囲の民族、例えばハンガリー人のチャールダーシュなどの影響を強く受けている。
バナト・ブルガリア人の女性の民族衣装は、大きく2種類に分けられる。ヴィンガの民族衣装はバルカン山脈以南のブルガリアのものと類似する一方、スタル・ビシュノフのものはブルガリア北西部に典型的なものである。また、ヴィンガの民族衣装はハンガリー人やドイツ人の民族衣装の影響を強く受けているが、スタル・ビシュノフのものはよりブルガリア的特徴を留めている。バナト・ブルガリア人の女性の民族衣装は、冠のような頭部の装飾が印象的なものとして知られている。

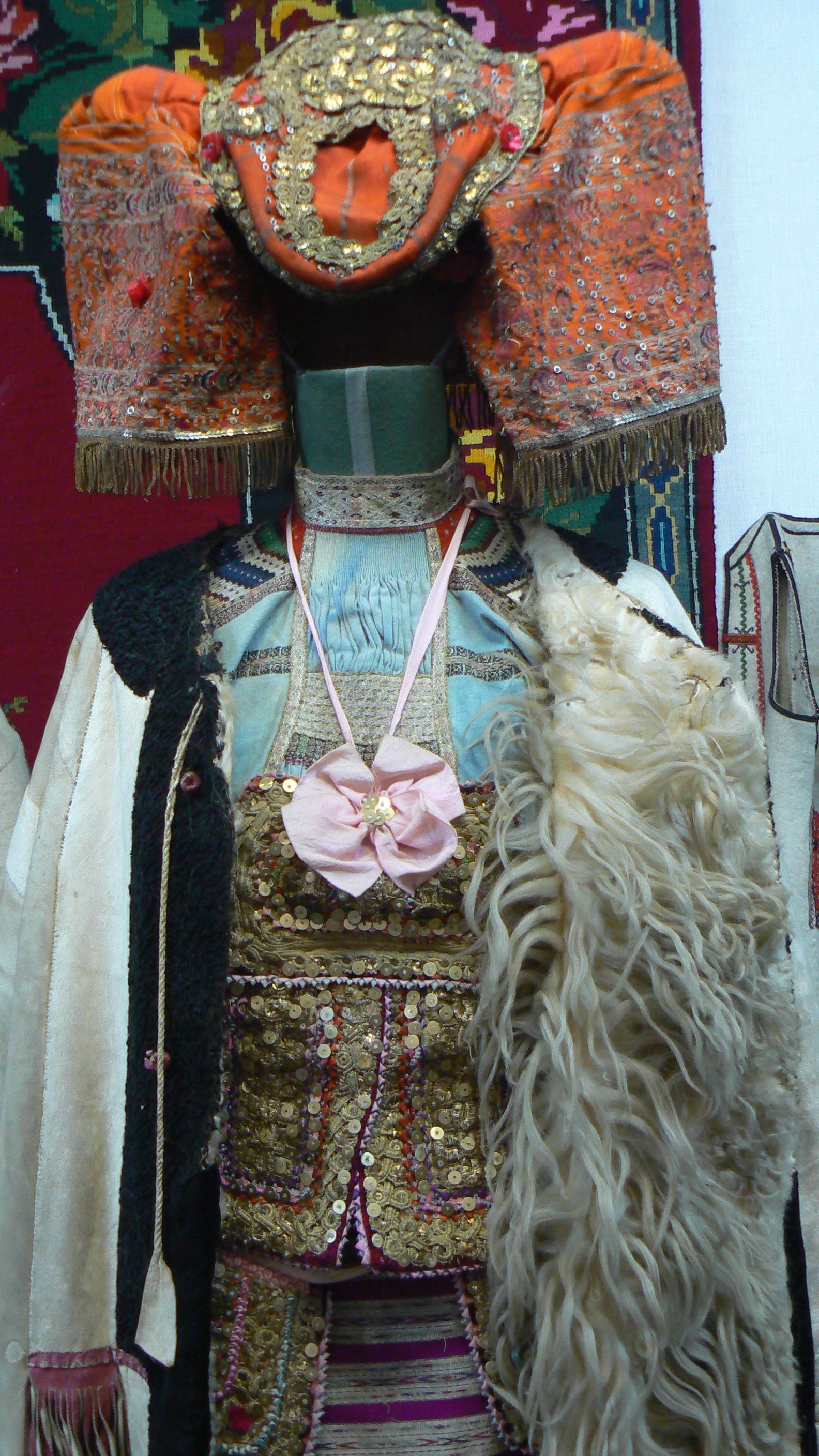
19世紀のバナト・ブルガリア人の女性の民族衣装
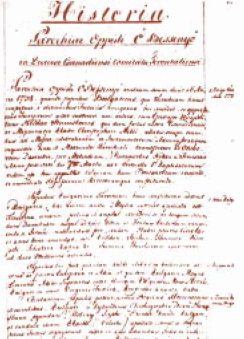
Historia Domusバナト・ブルガリア人に関する初期の歴史書
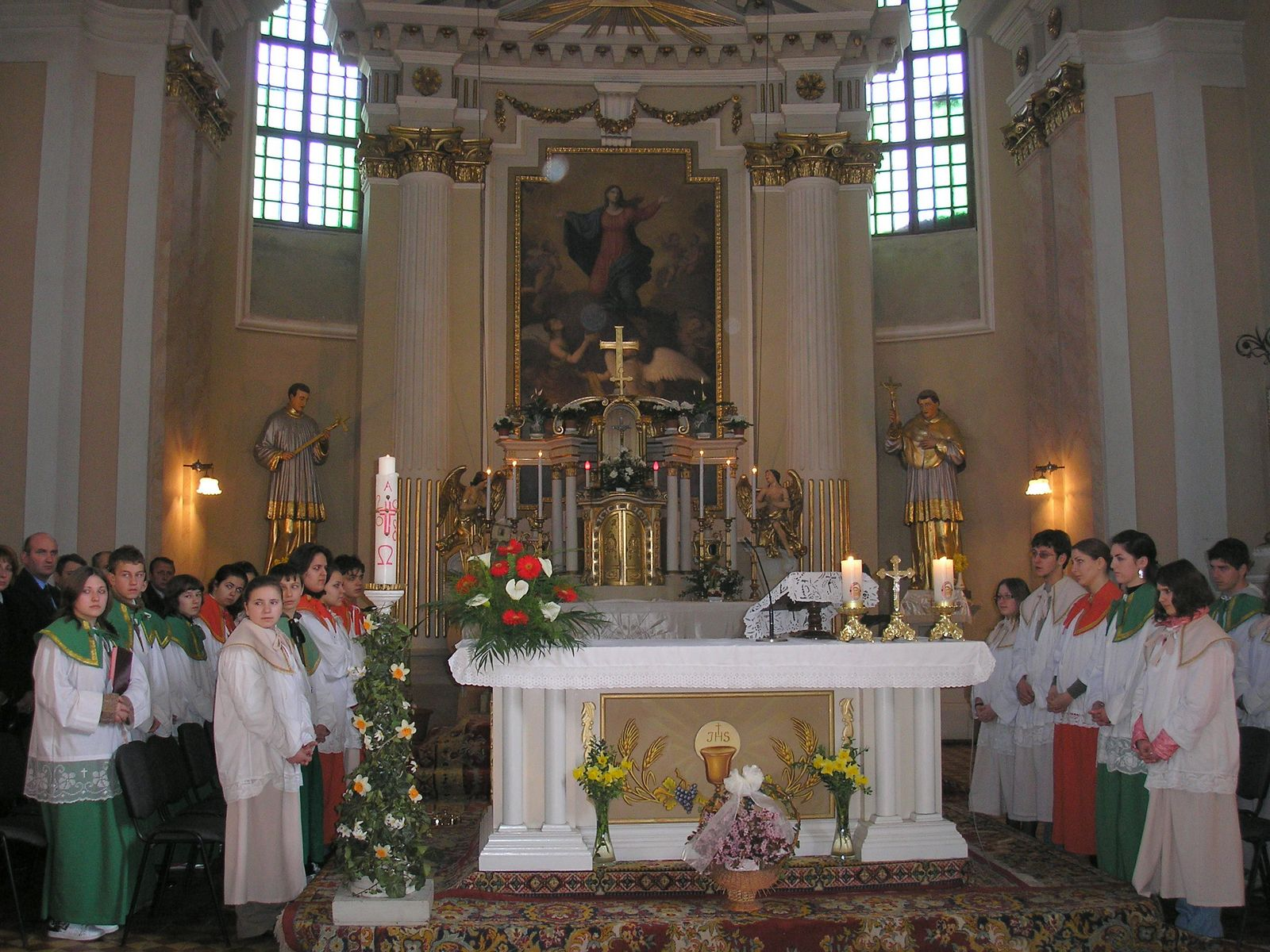
ドゥデシュティイ・ヴェキの教会での礼拝